# دائرة جندل
دائرة جندل إحدى دوائر ولاية عين الدفلى الجزائرية . عاصمتها هي جندل وتضم بلديات :
- جندل
- بربوش
- واد الشرفاء